# Galfingue
Galfingue är en kommun i departementet Haut-Rhin i regionen Grand Est (tidigare regionen Alsace) i nordöstra Frankrike. Kommunen ligger i kantonen Mulhouse-Sud som tillhör arrondissementet Mulhouse. År 2022 hade Galfingue 806 invånare.

## Befolkningsutveckling
Antalet invånare i kommunen Galfingue
| Referens: INSEE |